# Индустрије (Леко)
Индустрије је насеље у Италији у округу Леко, региону Ломбардија.
Према процени из 2011. у насељу је живело 45 становника. Насеље се налази на надморској висини од 378 м.